# Pseudosasa
Pseudosasa là một chi thực vật có hoa trong họ Hòa thảo (Poaceae).

## Loài
Chi Pseudosasa gồm các loài: